# Eunice Katunda
Eunice do Monte Lima Catunda (Rio de Janeiro, 14 de març de 1915 - São Jose dos Campos, 3 d´agost de 1990) va ser una compositora, pianista i professora d'origen brasiler. Va ser alumna d'Hermann Scherchen i d'Arnold Schönberg, que va ser pioner en el Dodecafonisme (també anomenat Atonalisme organitzat).

## Biografia
Filla de Rubens do Monte Lima i de la pintora Maria Grauben Bomilcar, va iniciar els seus estudis de piano als 5 anys amb la professora Mima Oswald, filla del compositor Henrique Oswald. Més tard va ser alumna d'Oscar Guanabarino i, de 1936 a 1942, de Furio Franceschini, Marietta Lion i Camargo Guarnieri.
L'any 1941, al teatre municipal, quan era alumna de Camargo Guarnieri, va ser solista del concert num. 4 de Beethoven, i seguidament, l'any següent (1942) va començar els seus estudis de composició, i al 1943, va escriure la seva primera obra per a piano: Variações Sobre um Tema Popular (Variacions sobre un tema popular).
Cap al 1944 va tocar una sèrie de concerts de mà del compositor Heitor Villa-Lobos (1887-1959), on va tenir el "compromís" de difondre la música brasilera contemporània, amb peces del mateix Heitor Villa-Lobos, Oscar Lorenzo Fernández (1897-1948), Camargo Guarnieri i fins i tot de composició pròpia també. Posteriorment, la interpretació de obres de compositors brasilers, es va intensificar progressivament a partir de llavors. Al 1946, Eunice torna amb la seva família a Rio de Janeiro on a partir d´ara col·laborarà activament al grup Música Viva.
Després d'assistir a la capoeira al terreiro mestre Waldemar da Paixão, escriurà un article, publicat al 1952, a la revista literària Fonaments. La compositora experimentaria, cap a finals dels anys 1950, un període de gran aproximació al món de la cultura afro-brasilera, especialment amb el terreiro Ilê Axé Opô Afonjá, per a això comptava amb el suport de Pierre Verger (també conegut com a "Fatumbi"), un periodista-fotògraf amb importants contribucions en investigacions etnogràfiques. Eunice Catunda es va inspirar en aquest univers sonor per a diverses de les seves composicions, al llarg dels anys 1950.
Al any 1955, va crear i dirigir un programa de ràdio, titulat "Lloyd musical" a la Radio Nacional de São Paulo, i al 1958, va rebre el premi Radiolandia al millor pianista actiu en emisores de radio brasileres.
Durant les següents dècades, va seguir activa com a mestra, compositora i pianista, i impartia classes a llocs com a la Universidade de Brasília (DF).
Va morir el dia 3 d´agost de 1990 a la casa del seu fill, Igor Catunda, a São José dos Campos (SP).

## Època d'aprenentatge
Al 1942 va començar els seus estudis de composició, i al 1946, quan Eunice torna amb la seva família a Rio de Janeiro, conjuntament amb altres futurs compositors i músics de renom, com per exemple Cláudio Santoro, César Guerra-Peixe o Edino Krieger, estudiarà composició amb Hans-Joachim Koellreutter (1915-2005), que provenia de l'escola avantguardista, i va ser un dels impulsors del dodecafonisme al Brasil, i va influenciar molt a Eunice Katunda en la seva formació acadèmica.

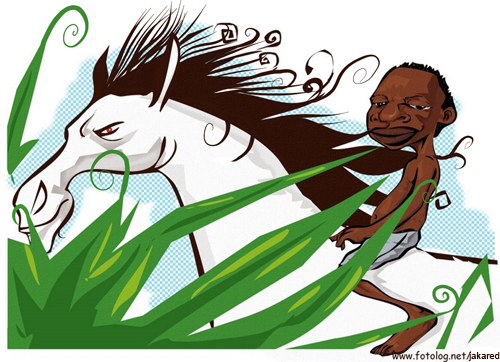
Representació gràfica de "Negrinho do Pastoreio", la cantata d'Eunice Katunda

Va ser al mateix 1946, quan realitzà una de les seves principals obres, la cantata Negrinho do pastoreio (Negrito pastor), i, el 31 de juliol de 1948, juntament amb altres alumnes de Koellreutter, realitza un viatge d'estudis a Itàlia, on estudiarà el Curs Internacional de Direcció d´ Orquestres, a Venècia, on va romandre amb Hermann Scherchen , un prestigiós director d´orquestra i compositor. Allà, durant el curs, es relaciona i crea un vincle d´amistat més proper amb els seus companys de curs, Luigi Nono i Bruno Maderna.
Cal destacar que Hermann Scherchen, tenia també, com Hans-Joachim Koellreutter, clara influència del dodecafonisme, en gran part pel seu professor, Arnold Schönberg, i va estrenar, com a director, diverses peces escrites per compositors amb una estreta relació amb el dodecafonisme com per exemple, el mateix Arnold Schönberg, Alban Berg (també alumne d´ en Schönberg) o Anton Webern, de fet, Eunice Katunda, al 1949, li va fer un homenatge a Arnold Schönberg escrivint "Homenagem a Schoenberg", una obra que era per a clarinet, viola, violoncel i piano i que tenia un element que la feia destacar: Eunice va combinar-hi el elements pròpis del folk amb el sistema atonal de la sèrie de les 12 notes, el dodecafonisme o també anomenat "atonalisme organitzat", que és una innovació d´Arnold Schönberg.

## Militància i aspectes polítics

Partit comunista Brasiler (PCB) Al que era afiliat Eunice Katunda

Cap a finals de 1948, la seva militància política en el Partit Comunista Brasiler (PCB), al qual era afiliada des de 1936, marcarà també els seus treballs. Les directrius estètiques del partit, a l'època, vinculaven la producció artística a la construcció de la identitat nacional i a la transformació social. Així, Eunice finalment decideix abandonar el grup Música Viva així com distanciar-se dels seus amics Nono i Maderna, amb els que tanta bona relació tenia des de la seva visita d´ estudis a Itàlia.
Cap a l'inici dels anys 1950, se´n va a Salvador, degut a una manifestació de la Campanya per la Pau, promoguda pel PCB, i visita el barri de la Llibertat, on el partit recolzava la invasió dels terrenys baldius, que no estan cultivats, per part treballadors, que allí construïren les seves cases. Aquesta visita a la Bahia serà la primera d'una sèrie que en farà al llarg del temps, amb la finalitat de realitzar-hi estudis i investigacions. Alhora, cal esmentar també que els aspectes polítiques i les diverses opinions dels membres del grup Música Viva van ser els "culpables" de la desarticulació del grup, ja que entre els membres no coincidien ideològicament.
Al 1956, després de 20 anys d´haver-s´hi afiliat, abandonà el PCB, en senyal de protesta contra la invasió d´Hongria.

## Relacions Sentimentals
Es va casar al 1934, amb tan sols 18 anys, amb el matemàtic Omar Catunda (Santos, 23 de setembre de 1906 - Salvador, 12 d´agost de 1986), pel que va passar a incorporar el cognom del seu marit (Catunda). Seguidament, la parella se´n anirà a viure conjuntament a São Paulo. Al 1964, Eunice se separa del seu marit. A partir d´aquell precís moment, ella canviarà el seu cognom de nou, passant a anomenar-se Eunice Katunda, intercanviant la C per la K, per a deixar d´ associar-se al cognom del seu ex-marit.

## Obres
Eunice Katunda va compondre diverses peces durant la seva vida, cal esmentar, que algunes obres, posteriorment, van obtenir un text, posat per altra gent, per a poder "engalanar" encara més les obres, les podem trobar aquí: (Per ordre Alfabètic)
- 2 serestas, guitarra, 1972
- 4 momentos de Rilke, piano, 1958
- 4 cantos à morte, 1949
- A Flauta (in Duas líricas gregas)
- A negrinha e Iemanjá, cor i orquestra, 1955
- Anunciação (in Canções à maneira de época) (Text: Vinícius de Moraes)
- Aóion (in Duas líricas gregas)
- Assim como as folhas (in Canções à maneira de época) (Text: Vinícius de Moraes)
- Bom Jesus do Calvário (in Duas devoções nordestinas)
- Consciência de ser (in Estro Romântico) (Text: Eunice Katunda)
- Cantata do soldado morto, cor i orquestra, 1965
- Cantata dos marinheiros, cor i orquestra, 1975
- Dialética (in Estro Romântico) (Text: Vinícius de Moraes)
- Encomenda de Almas (in Duas devoções nordestinas)
- Estro africano n.2 (Águas de Oxalá) (Text: Bible or other Sacred Texts)
- Homenagem a Schoenberg, clarinet, viola, violoncel, piano, 1949
- Incelença das Ave-Marias (in Quatro Incelenças (Quatro cantigas de velório))
- Incelenças do anjo do céu (in Quatro Incelenças (Quatro cantigas de velório))
- Incelenças do anjo-Serafim (in Quatro Incelenças (Quatro cantigas de velório))
- Incelenças dos cravos e rosas (in Quatro Incelenças (Quatro cantigas de velório))
- Louvor de Oxum (in Estro africano n.1 (Duas cantigas das águas)) (Text: Bible or other Sacred Texts)
- Louvor de Yemanjá (in Estro africano n.1 (Duas cantigas das águas)) (Text: Bible or other Sacred Texts)
- Moda da solidão-solitude (in Líricas brasileiras) (Text: Mário de Andrade)
- Moda do corajoso (in Líricas brasileiras) (Text: Mário de Andrade)
- Momento de Lorca, piano, 1957
- Não comerei (in Canções à maneira de época) (Text: Vinícius de Moraes)
- Negrinho do pastoreio cantata per a flauta, guitarra, percussió, 1946
- O anjo das pernas tortas (in Canções à maneira de época) (Text: Vinícius de Moraes)
- O espectro da rosa (in Canções à maneira de época) (Text: Vinícius de Moraes)
- O mais que perfeito (in Canções à maneira de época) (Text: Vinícius de Moraes)
- O sono da amada (in Estro Romântico) (Text: Vinícius de Moraes)
- Pianoforte Concerto, 1955
- Pois que tão raramente (in Duas líricas gregas)
- Prenúncio do Sol (in Duas líricas gregas)
- Refrão de infância (in Canções à maneira de época) (Text: Vinícius de Moraes)
- Rosa dos quatro espinhos (in Estro Romântico) (Text: Eunice Katunda)
- Ser subjetivo (in Canções à maneira de época) (Text: Vinícius de Moraes)
- Seresta do maior amor (Text: Vinícius de Moraes)
- Serestas, per 4 saxos, 1956
- Sonata de louvação, piano, 1960
- Sonata fúnebre, piano, 1970
- Sono una creatura (in Due lirici di Ungaretti) (Text: Giuseppe Ungaretti)
- Teu nome (in Canções à maneira de época) (Text: Vinícius de Moraes)
- Trenoda al poeta morto (Text: Giuseppe Ungaretti)